# José Luis Abadín
José Luis Abadín (Ourense, 13 maart 1987) is een Spaans autocoureur.

## Carrière
Abadín begon zijn carrière in 2000 in het karting. In 2006 debuteert hij in het formuleracing in de Formule Master Junior. Nadat hij in zijn debuutseizoen als elfde in het kampioenschap eindigde, verbeterde hij in 2007 zijn positie naar de derde plek. In 2008 stapt Abadín over naar het Spaanse Formule 3-kampioenschap voor het team Novo Team ECA. Hij nam alleen deel aan het openingsweekend en bleef hierin zonder punten. In 2009 rijdt hij opnieuw in dit kampioenschap, die vanaf dit seizoen Europese F3 Open heet, voor het team Drivex en nam deel aan zes van de acht raceweekenden mee. Terwijl zijn teamgenoot Celso Míguez vice-wereldkampioen werd, eindigde Abadín met een zesde plaats als beste resultaat op een vijftiende positie in het kampioenschap. Omdat hij in een oudere wagen reed, scoorde hij ook punten in het Copa F306/300-klasse. Hij won hier drie races en sloot het seizoen als derde af. In 2010 rijdt Abadín weer voor Drivex zijn derde seizoen in de Europese F3 Open. Hij reed in vijf van de acht raceweekenden en eindigde het seizoen met een tweede plaats als beste resultaat op de zevende plek in het kampioenschap.
Op 13 april 2011 wordt bekend dat Abadín in 2011 mag starten in de Formule 2.